# Proteste in Georgia del 2024
Le proteste in Georgia del 2024 sono una serie di manifestazioni popolari iniziate il 28 ottobre contro i risultati delle elezioni parlamentari nel paese e intensificatesi il 29 novembre con il congelamento dei negoziati tra il governo georgiano e l'Unione europea.
I manifestanti hanno dichiarato che le elezioni, che hanno visto il partito al governo Sogno Georgiano ottenere la maggioranza dei seggi, sono state fraudolente, chiedendo alternativamente un riconteggio dei voti o nuove elezioni.
Ulteriori proteste si sono tenute il 4 novembre nei pressi dell’edificio del Parlamento, dove i partiti di opposizione hanno presentato la loro strategia per affrontare i risultati elettorali. Le manifestazioni sono proseguite il 17 novembre, quando i risultati definitivi sono stati certificati dalla Commissione Elettorale Centrale della Georgia.
La portata delle proteste si è ulteriormente ampliata il 28 novembre, con l’annuncio del governo di rinviare il processo di negoziazione con l’Unione europea fino al 2028. Questi eventi sono stati ribattezzati da alcuni commentatori come il "Maidan georgiano".

## Cronistoria

### Ottobre 2024
Nel mese di ottobre del 2024 si sono svolte le elezioni parlamentari, dove il partito al governo Sogno Georgiano ottiene la maggioranza. L'opposizione georgiana e il presidente della Repubblica, non riconoscendo i risultati, richiamano alla "mobilitazione popolare" per protestare contro di essi. Anche l'ex presidente Mikheil Saak'ashvili induce a partecipare alle proteste.

### Novembre 2024

#### 17 novembre
A seguito dell'approvazione dei risultati ufficiali delle elezioni, l'opposizione organizza una manifestazione a Tbilisi, bloccando una strada vicino all'Università Statale di Tbilisi e montando tende per creare un accampamento. Nella stessa giornata, sulla via Rustaveli si svolge anche una manifestazione dal titolo "Restituite il voto", che ha visto la partecipazione di molti cittadini contrari ai risultati elettorali.

#### 19 novembre
La polizia ha disperso le proteste, rimuovendo l'accampamento e procedendo con il fermo di numerosi manifestanti. Secondo il Ministero degli Interni, 16 manifestanti sono stati arrestati.

#### 28 novembre
Il Primo ministro Irak'li K'obakhidze annuncia che i negoziati per l'adesione della Georgia all'Unione europea sarebbero stati sospesi fino al 2028. Questa dichiarazione ha riacceso le proteste a Tbilisi, con nuovi scontri tra manifestanti e forze dell'ordine. Entro il 30 novembre, almeno 49 manifestanti sono stati arrestati e 32 agenti di polizia sono rimasti feriti.

#### 30 novembre
I manifestanti si sono radunati di fronte alla sede della "Televisione Pubblica della Georgia" (GPB) chiedendo di avere uno spazio in diretta sul Primo Canale della Georgia. Il direttore della TV, Tinatin Berdzenishvili, ha accettato la richiesta e ha concesso un blocco di tempo in diretta alle 20:00.

#### 1 dicembre
Il 1° dicembre le proteste a Tbilisi, Batumi e Kutaisi sono continuate. In risposta all'aumento della tensione, la polizia ha utilizzato gas lacrimogeni per disperdere i manifestanti. I protestanti, a loro volta, hanno iniziato a lanciare petardi contro il Parlamento. Questo ha portato a ulteriori scontri tra manifestanti e forze dell'ordine.

#### 2 dicembre
Il 2 dicembre le proteste in Georgia sono continuate con migliaia di persone che si sono radunate nelle strade di Tbilisi. La polizia ha impiegato gas lacrimogeni e cannoni ad acqua per disperdere i manifestanti. Il bilancio dei fermi arriva a oltre 100. Nello stesso giorno, nella città di Sukhumi, in Abcasia, si è svolta una manifestazione di dimensioni minori a sostegno del governo K'obakhidze. I manifestanti, hanno criticato le proteste in corso in Georgia, definendole "azioni destabilizzanti orchestrate da forze straniere e guerrafondai".

#### 3 dicembre
Il 3 dicembre, il primo ministro K'obakhidze ha ritrattato le dichiarazioni sulla sospensione dei negoziati con l'UE fino al 2028. Durante una conferenza stampa, ha affermato che il governo è "pronto a riprendere il dialogo con Bruxelles il prima possibile", e che le sue parole erano state "falsate" dall'opposizione.

#### Dal 4 dicembre in poi
Le manifestazioni, seppur con partecipazione più limitata, sono continuate durante tutta la settimana. L'8 dicembre, Salomé Zourabichvili ha incontrato il presidente eletto degli Stati Uniti Donald Trump e il presidente francese Emmanuel Macron a Parigi. Ha condiviso i dettagli dell'incontro su X, sottolineando una "discussione approfondita" riguardo alle elezioni truccate e alla "preoccupante repressione" in Georgia. Zourabichvili ha enfatizzato la necessità di un forte supporto da parte degli Stati Uniti e ha espresso gratitudine per il sostegno di Trump, definendolo un amico del popolo georgiano. Inoltre, Zourabichvili ha incontrato Elon Musk, che era stato nominato da Trump per guidare il nuovo Dipartimento dell'Efficienza del Governo. Ha descritto lo scambio come eccellente e ha espresso attesa per la visita di Musk in Georgia. Durante il suo soggiorno a Parigi, Zourabichvili ha anche avuto discussioni con la presidente del Consiglio italiano Giorgia Meloni e con il presidente ucraino Volodymyr Zelens'kyj sulla situazione in corso in Georgia.
Il 13 dicembre, il Parlamento ha approvato in lettura finale una legge che vieta l'uso di maschere, fuochi d'artificio e puntatori laser durante le proteste. La nuova legislazione ha introdotto anche regolamenti più severi sui fuochi d'artificio in Georgia, richiedendo una licenza per l'esportazione, l'importazione e la vendita.
Nello stesso giorno, Emmanuel Macron ha ribadito il suo sostegno alle aspirazioni europee della Georgia, sottolineando il ruolo dell'UE nella pace e nel rispetto della sovranità. Ha esortato la Georgia a adempiere alle sue responsabilità come candidato all'UE, a proteggere le libertà e a favorire il dialogo tra gli attori politici e la società civile. Due giorni prima, Macron aveva chiesto il rilascio dei manifestanti "arbitrariamente" arrestati durante una repressione delle proteste, durante una conversazione con l'oligarca Bidzina Ivanishvili. Ha condannato la violenza della polizia e l'intimidazione della società civile, chiedendo il rispetto della libertà di espressione e di associazione.

#### Elezioni presidenziali
Il 14 dicembre si sono tenute le elezioni presidenziali in Georgia, in cui Mikheil Q'avelashvili, calciatore e candidato del partito "Sogno Georgiano", è stato eletto presidente con il 72% dei voti dei grandi elettori. A causa del boicottaggio dei partiti di opposizione dei risultati delle elezioni parlamentari, nessun altro partito ha nominato candidati, lasciando Q'avelashvili come unico concorrente per la presidenza.
Salome Zourabichvili ha condannato queste elezioni, definendole "illegittime" e "anticostituzionali", descrivendole come una "commedia" priva di qualsiasi legame con il processo politico. Ha sottolineato che queste elezioni rappresentano un insulto alle tradizioni, alla storia e alla cultura della Georgia, giudicandole "inaccettabili".

## Reazioni internazionali
- Unione europea: L'Alto rappresentante dell'Unione per gli affari esteri e la politica di sicurezza, Kaja Kallas, ha espresso rammarico per la sospensione delle relazioni del governo della Georgia con l'organizzazione. Durante una conferenza stampa, ha criticato il deterioramento democratico delle istituzioni georgiane, avvertendo che le azioni del governo «avranno conseguenze dirette», menzionando tra queste la possibilità di sanzioni.[23]
- Stati Uniti: L'Amministrazione Biden ha annunciato la sospensione dell'accordo di associazione strategica con la Georgia, citando «azioni antidemocratiche» del partito Sogno Georgiano, che violano i principi fondamentali dell'accordo stesso.[24] Un rappresentante del team di transizione del presidente eletto Donald Trump ha esortato il governo statunitense a prendere una posizione più ferma contro le azioni del governo georgiano, accusandolo di abbandonare i principi democratici e adottare pratiche autoritarie simili a quelle del Cremlino.[25]
- Russia: Dmitrij Peskov, portavoce del presidente russo, ha avvertito riguardo a «tentativi di organizzare una rivoluzione popolare per destabilizzare la Georgia», paragonando le proteste all'Euromaidan ucraino. Tuttavia, ha chiarito che la Russia considera la situazione un «affare interno» e non intende intervenire a favore del governo georgiano.[26]
- Canada: Mélanie Jolie, ministro degli Affari Esteri canadese, ha dichiarato che il governo del Canada imporrà sanzioni contro persone, imprese ed entità coinvolte in «violazioni dei diritti umani» durante le proteste in Georgia.[27]
- NATO: Il Segretario generale della NATO, Mark Rutte, ha invitato il governo georgiano a proseguire nel percorso di integrazione con l'UE e ha condannato la violenza contro i manifestanti.[28]
- Lettonia,  Estonia e  Lituania: I governi degli Stati baltici hanno annunciato sanzioni personali contro undici alti funzionari georgiani, vietandone l'ingresso nei rispettivi Paesi.[29]